# Desmodiastrum racemosum
Desmodiastrum racemosum är en ärtväxtart som först beskrevs av George Bentham, och fick sitt nu gällande namn av Arabinda Pramanik och Krishnamurthy Thothathri. Desmodiastrum racemosum ingår i släktet Desmodiastrum och familjen ärtväxter.

## Underarter
Arten delas in i följande underarter:
- D. r. parviflorum
- D. r. racemosum
- D. r. rotundifolium